# Siêu thường

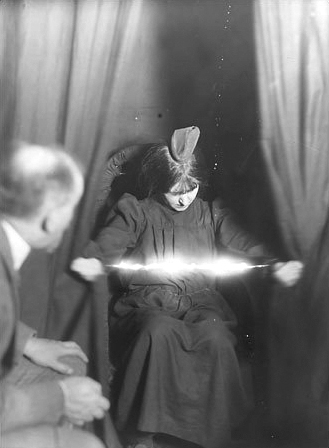
Ảnh chụp Eva Carriere vào năm 1912, với một luồng sáng rõ ràng xuất hiện giữa hai bàn tay.

Siêu thường hay còn gọi là siêu linh, dị thường (tiếng Anh: paranormal) là một thuật ngữ được dùng trong văn hóa đại chúng cũng như trong những kiến thức phi khoa học để gọi tên cho những hiện tượng nằm ngoài tầm hiểu biết khoa học thông thường. Các hiện tượng siêu thường được nhắc đến phổ biến bao gồm năng lực ngoại cảm, hồn ma và các thế lực tâm linh khác, vật thể bay không xác định (UFO), các sinh vật dị thường.
Những hiện tượng siêu thường không phù hợp để có thể quan sát thực nghiệm và phân tích bằng các phương pháp khoa học.

## Từ nguyên
Từ tiếng Anh "paranormal" xuất hiện ít nhất là từ năm 1920.  Nó là một từ ghép bởi tiếp đầu ngữ: "para" và từ "normal" (bình thường). Trong hầu hết các định nghĩa của từ "paranormal", nó đều được mô tả là bất cứ điều gì vượt quá hoặc trái với những gì được coi là sự có thể một cách khoa học.  Định nghĩa này có nghĩa là các lời giải thích khoa học về thế giới xung quanh chúng ta là phần "normal", còn "para" nghĩa là trên, ngoài, bên cạnh, trái nghĩa, hoặc chống lại một phần ý nghĩa của từ đi kèm theo.
Para có nguồn gốc từ tiếng Hy Lạp và Latin. Trong tiếng Hy Lạp nó có nghĩa là "tương tự" hay "gần với". Trong tiếng Latin nó có nghĩa là "ở trên", "chống lại, "ngược lại", "ở ngoài", hoặc "vượt xa hơn".

### Tranh cãi ý nghĩa từ nguyên
Từ siêu linh được dùng có thể gây nhầm lẫn vì không hẳn mọi hiện tượng đều là tâm linh thay vì siêu thường có thể chính xác hơn vì nói đến các hiện tượng dị thường mà khoa học chưa giải thích được thời điểm hiện tại.

## So sánh với siêu nhiên
Siêu thường và siêu nhiên là hai thuật ngữ thường được dùng thay phiên với cùng ý nghĩa một cái gì đó con người không hiểu được, nhưng sẽ khác nhau xét trên phương diện thời gian hiện tại tương lai. Siêu thường đề cập đến một cái gì đó mà không hiểu được bởi kiến thức khoa học hiện tại, nhưng có tiềm năng rằng một ngày nào đó trong tương lai sẽ được giải thích một cách khoa học hoặc có khả năng có một cách giải thích tự nhiên tốt cho nó. Trong khi siêu nhiên đề cập đến một hiện tượng vượt quá khả năng hiểu biết của con người trong cả hiện tại và mãi mãi về sau, bởi vì nó không hoạt động theo quy tắc khoa học.

## Thực tế
Hàng ngàn câu chuyện liên quan đến hiện tượng huyền bí được tìm thấy trong văn hoá, văn học dân gian, và những hồi ức của các đối tượng cá nhân. Trong khi đó, cộng đồng khoa học đề cập trong các báo cáo được thực hiện bởi các tổ chức, ví dụ như Tổ chức Khoa học Quốc gia Hoa Kỳ, cho rằng những bằng chứng khoa học không thể hỗ trợ cho một loạt các tín ngưỡng đã được mô tả rất huyền bí.

## Các đối tượng siêu thường
Những niềm tin siêu thường đáng chú ý bao gồm những huyền bí liên quan đến ma, sự sống ngoài Trái Đất, vật thể bay không xác định, và các cryptid.

### Hồn ma và các thực thể tâm linh khác
Hồn ma là một biểu hiện của linh hồn một con người. Những giả thuyết khác đã mở rộng và thêm vào ý tưởng đó cả niềm tin vào linh hồn những động vật đã chết. Đôi khi thuật ngữ "hồn ma" được sử dụng đồng nghĩa với ác quỷ, tuy nhiên nó thường được sử dụng để đề cập tới linh hồn người chết.
Niềm tin xem hồn ma như là linh hồn của những gì đã chết gắn chặt với khái niệm vạn vật hữu linh, một tín ngưỡng cổ xưa cho rằng linh hồn tồn tại ở vạn vật trong tự nhiên. Như nhà nhân chủng học thế kỷ 19 James Frazer đã giải thích trong tác phẩm kinh điển The Golden Bough của ông, linh hồn được xem là thực thể điều khiển sự sống của cơ thể. Mặc dù linh hồn con người đôi khi được mô tả mang tính biểu tượng hoặc theo nghĩa đen trong những nền văn hóa cổ xưa như một con chim hoặc một loài động vật khác, quan niệm phổ biến vẫn cho rằng linh hồn là một bản tái tạo chính xác của cơ thể về mọi phương diện, kể cả thứ quần áo mà người đó mặc. Điều này được mô tả trong những tác phẩm nghệ thuật của nhiều nền văn hóa khác nhau, bao gồm những tác phẩm như "Sách của người chết" của Ai Cập, mô tả người chết ở kiếp sau y hệt như khi người đó còn sống, kể cả cách ăn mặc.
Một quan điểm phổ biến về hồn ma là họ được bao phủ trong một lớp vật chất mờ ảo, thoáng đãng và vi tế. Những nhà nhân chủng học suy đoán rằng điều này cũng có thể xuất phát từ niềm tin ban đầu cho rằng hồn ma là những thực thể ở bên trong cơ thể, dễ nhận thấy trong những nền văn hóa cổ đại như là hơi thở của con người, khi thở ra ở vùng khí hậu lạnh sẽ xuất hiện rõ ràng như một màn sương trắng. Niềm tin này có lẽ cũng đã tăng cường ý nghĩa ẩn dụ của "hơi thở" trong các ngôn ngữ nhất định, chẳng hạn như Spiritus trong tiếng Latin, pneuma trong tiếng Hy Lạp đã được mở rộng nghĩa để chỉ các linh hồn. Theo mô tả của Kinh Thánh thì Thiên Chúa đã ban cho Adam sự sống từ một hơi thở.
Hàng loạt giả thuyết đã được đề xuất bởi các nhà khoa học để cung cấp lời giải thích cho việc nhìn thấy ma. Mặc dù các bằng chứng về hồn ma phần lớn là giai thoại, nhưng niềm tin vào ma quỷ trong suốt chiều dài lịch sử vẫn còn phổ biến và dai dẳng.

### Sự sống ngoài Trái Đất và UFO
Sự sống ngoài Trái Đất tự thân nó không phải một chủ đề siêu thường, vấn đề là do con người chưa hiểu biết thấu đáo vũ trụ. Nhiều nhà khoa học đã tích cực tham gia tìm kiếm sự sống đơn bào trong Thái Dương hệ, thực hiện các nghiên cứu trên bề mặt của Sao Hỏa và kiểm tra những thiên thạch đã rơi xuống Trái Đất. Những dự án như SETI đang thực hiện một cuộc tìm kiếm thiên văn cho các hoạt động phóng xạ có thể cho thấy bằng chứng về sự sống thông minh bên ngoài Thái Dương hệ. Thuyết tiến hóa về tiến trình phát triển của sự sống trên Trái Đất cũng đồng ý với khả năng sự sống có thể cũng đã phát triển ở những hành tinh khác. Các khía cạnh siêu thường của vấn đề sự sống ngoài Trái Đất tập trung chủ yếu xung quanh niềm tin vào vật thể bay không xác định và các hiện tượng được cho là có mối liên kết với chúng.
Trong thời kỳ đầu của nền văn hóa UFO, những tín hữu chia thành 2 phe. Một phe giữ cái nhìn khá bảo thủ về UFO, diễn giải nó như một hiện tượng không giải thích được và xứng đáng được nghiên cứu một cách nghiêm túc. Họ tự gọi mình là những "nhà UFO học" trong thập niên 1950 và cảm thấy rằng việc phân tích hợp lý những báo cáo nhìn thấy UFO sẽ chứng thực quan điểm về những chuyến thăm viếng từ bên ngoài Trái Đất.
Phe thứ hai bao gồm các cá nhân cùng ý tưởng về sự thăm viếng từ bên ngoài Trái Đất với niềm tin từ những phong trào gần giống tôn giáo. Những cá nhân này thường là những người say mê huyền bí học và siêu thường. Nhiều người có nền tảng là những nhà thông thiên học, hoặc người theo thuyết duy linh, hoặc là tín đồ của những giáo lý bí truyền khác. Ngày nay, nhiều tín đồ còn là thành viên của phong trào New Age.
Cả những người thường và những tín đồ tâm linh đều miêu tả UFO có khả năng vượt quá tầm hiểu biết của con người, xét theo những hạn chế của khí động học và những định luật vật lý. Những sự kiện thấy được UFO chỉ xảy ra tức thời cho nên cũng làm hạn chế cơ hội để thực hiện lại những thử nghiệm cần thiết bằng phương pháp khoa học. Việc những giả thuyết về UFO được chấp nhận bởi một cộng đồng khoa học lớn hơn còn bị cản trở bởi những tin đồn thất thiệt xoay quanh nền văn hóa UFO.

### Các sinh vật dị thường
Một cryptid là một sinh vật không được khoa học xác nhận sự tồn tại. Những nghiên cứu về những sinh vật này gọi là cryptozoology.
Những người nghiên cứu sự tồn tại của cryptids được gọi là cryptozoologists. Cryptids đã được nhìn thấy và ghi chép trong nhiều thế kỷ. Hiện có hàng trăm sinh vật được cho là tồn tại ngày nay. Một số cryptids phổ biến là Bigfoot, quái vật hồ Loch Ness,  người sói và chupacabra.

#### Những cryptid nổi tiếng
Bigfoot có lẽ là cryptid nổi tiếng nhất, được trông thấy lần đầu tiên trong thế kỷ 19. Sinh vật này được mô tả là cao gần tám feet với bộ lông dày màu nâu, bao phủ toàn bộ cơ thể của nó. Bigfoot "thường bị phát hiện trong khu vực Tây Bắc Thái Bình Dương của Mỹ (trong vùng thuộc các bang Washington, Oregon và phần phía Bắc của California) và cũng được tìm thấy trong những môi trường sống tương tự như ở miền Tây Canada, hoặc có thể tới tận phía bắc như Alaska. Các sinh vật này thường được nhìn thấy theo nhóm cá thể gia đình, và dường như chúng tuân theo các quy tắc ghép đôi của con người: một cá thể đực và một cá thể cái ở với nhau để nuôi dưỡng con của chúng. Chúng sử dụng công cụ thô sơ hơn so với các sinh vật đồng nhánh, không mặc quần áo, và không thể nói, dù những tiếng hú của chúng có thể được coi là ngôn ngữ của Bigfoot ".  Có nhiều giả thuyết khác nhau xung quanh những bí ẩn về Bigfoot. Nhiều người đã dành trọn cuộc sống của họ để tìm sinh vật này. Bigfoot, đôi khi được gọi là Sasquatch, là một trong những bí ẩn lớn nhất thế giới.
Quái vật hồ Loch Ness – một cryptid nổi tiếng, được trông thấy lần đầu tiên ở Scotland trong những năm 1930. Nessie, tên thường gọi của nó, được mô tả là "có cơ thể đen bóng hơi ngả sắc xám, dài khoảng 20 feet. Sinh vật này có cơ thể giống hình rắn và đầu giống ngựa. Nessie có kích thước của một con rắn biển trung bình, nhưng nó sinh sống trong hồ nước ngọt lớn nhất Scotland thay vì đại dương. Các chuyên gia cung cấp rất nhiều những cách giải thích khác nhau, một trong những cách giải thích đó là Nessie thực chất là một Zeuglodon (danh pháp khoa học của một chi cá voi sống từ 40 tới 34 triệu năm trước trong thế Eocen muộn) dựa trên thực tế Nessie đã nhiều lần bị trông thấy có sừng. Ý tưởng Nessie có sừng có vẻ rất vô lý, nhưng nó sẽ có lý nếu như thực sự Nessie là Zeuglodon, một con cá voi nguyên thủy vì Zeuglodon rất giống với loài động vật guốc chẵn ăn thịt (Mesonychia), mà loài động vật này thường có sừng. Dù sự tồn tại của Nessie vẫn còn nằm trong vòng tranh cãi, nhưng những báo cáo về việc nhìn thấy Nessie vẫn tiếp tục thu hút sự chú ý của các cryptozoologist ngày nay, như nó đã làm 40 năm về trước.
Người sói trong văn hóa dân gian là những người bình thường đôi khi bị biến thành sói. Do người sói thường được cho là một hiện tượng siêu nhiên, họ hiếm khi được nghiên cứu bởi những người làm việc trong lãnh vực cryptozoology, vì xét cho cùng, mục đích của các cryptozoologist là phát hiện một chủng loài động vật mới được chấp thuận bởi các cơ sở khoa học chính thống chứ không phải làm tái sinh những quái thú huyền thoại, mà người sói nghiêng về khía cạnh huyền thoại hơn hơn là thực tế. Tuy nhiên, các cryptozoologist không hoàn toàn sẵn sàng để loại trừ chúng ra. Người sói, cũng gọi là Lycon, đã được phát hiện trên khắp thế giới trong nhiều thế kỷ, thậm chí có rất nhiều ấn phẩm văn hóa (sách báo, phim ảnh...) về sinh vật này và huyền thoại xung quanh chúng. Huyền thoại cho rằng người sói là những người đàn ông hoặc đàn bà có khả năng tự biến mình thành một sinh vật tương tự sói. Chúng biến hình trong những đêm trăng tròn, và chỉ có thể bị giết bởi vũ khí từ bạc như một viên đạn, một con dao... bạc. Những cryptozoologist chuyên nghiệp lại đưa ra vài cách giải thích khác. "Một vài nhà nghiên cứu cho rằng những lần nhìn thấy người sói có thể là chúng ta đang nhìn thấy một chủng loài chó hoang chưa được phát hiện có trí tuệ rất phát triển đã tiến hóa thành động vật hai chân để rồi cuối cùng, chúng trở thành một phiên bản lai tạp giữa chó và người. Vài nhà nghiên cứu khác lại cố gắng để phân loại chúng thành một dạng đặc biệt của Bigfoot với mõm dài, tai nhọn hoặc cho rằng những lần nhìn thấy người sói chẳng qua là do các nhân chứng đã quá hoảng loạn đến mức thần hồn nát thần tính, tự tưởng tượng thêm ra những đặc tính của người sói để gán cho một Bigfoot bình thường. Chỉ có một vài cryptozoologists nghĩ rằng người sói thực sự những người có thể biến hình con sói, bởi vì rất khó để nghĩ ra một lời giải thích hợp lý, mang tính khoa học và sinh học cho việc biến hình mà không nhắc đến hàng chục điểm vô lý. Những nhà nghiên cứu khác tin vào việc biến hình có xu hướng gán cho sức mạnh này là của người ngoài hành tinh bằng mọi giá, hoặc bằng cách nói rằng người sói thực sự là người ngoài hành tinh giả mạo làm con người, hoặc bằng cách nói rằng người sói là kết quả thí nghiệm của người ngoài hành tinh trên con người."

## Nghiên cứu về siêu thường
Việc tiếp cận siêu thường từ góc độ nghiên cứu thường gặp rất nhiều khó khăn vì thiếu bằng chứng vật lý có thể chấp nhận được ở hầu hết các hiện tượng huyền bí. Theo định nghĩa, sự huyền bí không phù hợp với những khả năng thông thường của tự nhiên. Vì vậy, không thể chứng thực một hiện tượng là siêu thường bằng cách sử dụng phương pháp khoa học, bởi vì nếu điều này có thể thực hiện thì siêu thường sẽ không còn phù hợp với định nghĩa về chính nó. Mặc dù có sự mâu thuẫn này, các nghiên cứu về siêu thường vẫn được thực hiện thường kỳ bởi các nhà nghiên cứu từ nhiều lãnh vực khác nhau. Một số nhà nghiên cứu chỉ đơn giản là nghiên cứu về những đức tin đối với siêu thường chứ không chú ý đến việc những hiện tượng có tồn tại một cách khách quan hay không. Phần này đề cập đến các cách tiếp cận siêu thường khác nhau: từ giai thoại, thử nghiệm, phương pháp tiếp cận bằng cách tham gia và quan sát, và cách tiếp cận theo kiểu hoài nghi.

### Tiếp cận từ giai thoại

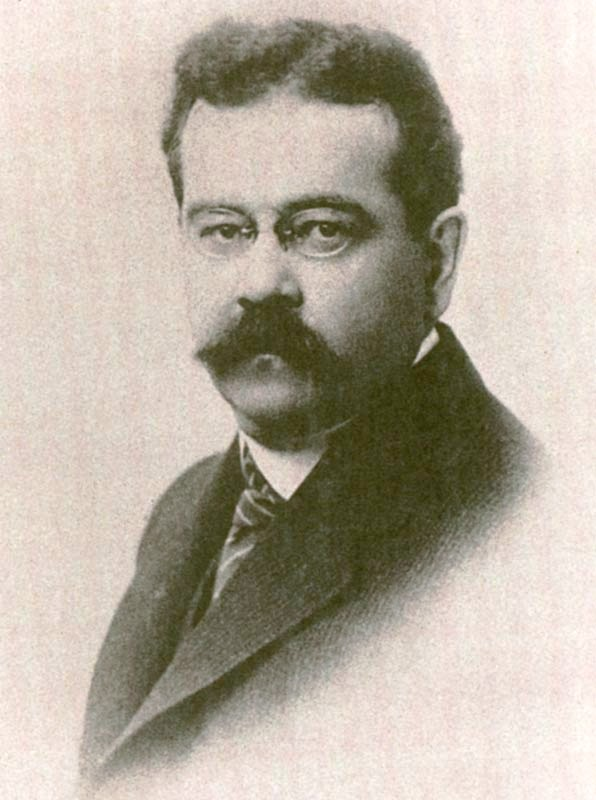
Charles Fort, 1920. Fort là người nổi tiếng với bộ sưu tập các câu chuyện huyền bí.

Cách tiếp cận siêu thường  từ giai thoại liên quan đến bộ sưu tập các câu chuyện kể về những điều huyền bí.
Charles Fort (1874-1932) có lẽ là nhà sưu tập những giai thoại huyền bí nổi tiếng nhất. Fort được cho là đã biên soạn 40.000 ghi chép dựa trên những kinh nghiệm siêu thường không thể giải thích được, mặc dù không có nghi vấn gì thêm với những kinh nghiệm này. Những ghi chép này đến từ những gì ông gọi là "tập tục chính thống của khoa học", sự kiện kỳ lạ ban đầu được nhiều tạp chí và tờ báo đăng tải như tờ The Times và tạp chí khoa học như Scientific American, Nature and Science. Từ những nghiên cứu này Fort đã viết bảy cuốn sách, mặc dù chỉ có bốn cuốn còn tồn tại đó là: The Book of the Damned (1919), New Lands (1923), Lo! (1931) và Wild Talents (1932); có một cuốn sách được viết giữa cuốn New Lands và Lo! nhưng nó đã bị bỏ ngang và được gộp vào Lo!.
Các sự kiện được báo cáo mà ông đã thu thập bao gồm hiện tượng viễn tải (teleportation) (một thuật ngữ do Fort tạo ra và đưa uy tín của ông lên cao); những sự kiện ma quỷ (poltergeist); vòng tròn trên cánh đồng; những tiếng ồn và tiếng nổ không thể giải thích được; tự phát cháy; tự bay lên; sét hòn (một thuật ngữ được Fort sử dụng một cách rõ ràng); vật thể bay không xác định; sự xuất hiện và biến mất một cách bí ẩn; bánh xe ánh sáng khổng lồ trong đại dương; những con vật to lớn bất thường. Có lẽ ông cũng là người đầu tiên giải thích những sự kiện xuất hiện và mất tích một cách kỳ quái bằng giả thuyết người ngoài hành tinh bắt cóc, và cũng là người đề xuất đầu tiên các giả thuyết về người ngoài Trái Đất.
Fort được coi là cha đẻ của chủ nghĩa huyền bí hiện đại chuyên nghiên cứu về các hiện tượng siêu thường.
Tạp chí Fortean Times vẫn tiếp tục sử dụng phương pháp tiếp cận của Fort Charles để thường xuyên đăng tải các giai thoại huyền bí.
Bộ sưu tập giai thoại này không có khả năng tái tạo lại những bằng chứng bằng thực nghiệm và cũng không tuân theo phương pháp điều tra khoa học. Cách tiếp cận siêu thường thông qua giai thoại không phải là một phương pháp tiếp cận khoa học bởi vì nó phụ thuộc vào việc xác minh sự tín nhiệm đối với bên trình bày các bằng chứng. Tuy nhiên, nó là một phương pháp phổ biến để tiếp cận các hiện tượng huyền bí.

### Cận tâm lý học

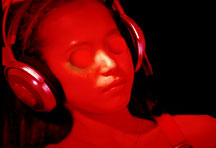
Một người tham gia thí nghiêm ganzfeld, thí nghiệm này được các nhà đề xướng nói là nó có thể cho thấy những bằng chứng về thần giao cách cảm.

Những điều tra thực nghiệm về siêu thường đã được các nhà cận tâm lý học tiến hành. Mặc dù cận tâm lý học đã bắt nguồn từ những nghiên cứu trước đó nữa, nhưng nó bắt đầu tiếp cận theo phương pháp thực nghiệm trong những năm 1930 dưới sự hướng dẫn của J.B Rhine (1895 – 1980). Rhine phổ biến một hệ phương pháp mà hiện nay đã nổi tiếng bằng cách thực hiện những thí nghiệm đoán bài hoặc lắc xúc xắc trong phòng thí nghiệm với hi vọng tìm được một mẫu thống kê có thể chấp nhận được về các trường hợp ngoại cảm.
Năm 1957, hiệp hội cận tâm lý học được thành lập. Năm 1969, họ xác nhập vào Hiệp hội vì sự tiến bộ của khoa học Hoa Kỳ. Sự liên kết đó cùng với một sự cởi mở chung đối với những hiện tượng tâm linh và huyền bí trong những năm 1970, đã dẫn đến gia tăng những nghiên cứu về cận tâm lý học suốt một thập kỷ. Trong thời gian này, các tổ chức đáng chú ý khác cũng được hình thành, bao gồm Học viện Cận tâm lý và Y học (1970), viện Cận khoa học (1971), Viện nghiên cứu Tôn giáo và Tâm linh, học viện Khoa học lý trí (1973), và hiệp hội nghiên cứu quốc tế Kirlian (1975). Những nhóm này thực hiện các thí nghiệm trên đối tượng huyền bí theo những mức độ khác nhau. Nghiên cứu về cận tâm lý học cũng đã được tiến hành tại viện nghiên cứu Stanford trong thời gian này.